# 塔基亚娜
塔基亚娜（Tatiana）是公元3世纪罗马皇帝亚历山大·塞维鲁统治时期的基督教殉道者。她是早期基督教教会的女执事。
根據传说，她是一位罗马官吏的女儿，塔基亚娜的父親暗中信仰基督教，并将女儿抚养成人。塔基亚娜長大後成为基督教教会的女执事。有一天，法学家乌尔比安抓住了塔蒂亚娜，並打算把她献祭給阿波罗。塔蒂亚娜於是祈祷，結果此時一场地震摧毁了阿波罗雕像和部分神庙。
不過塔蒂亚娜隨後失明，且被接連毆打兩天，然后塔蒂亚娜被带到马戏团，被扔进一個住有一头饥饿狮子的坑里。不過狮子没有碰她，而是躺在她的脚下。由於獅子沒有吃掉塔蒂亚娜，最終塔蒂亚娜被判處死刑，塔蒂亚娜受尽折磨后，于公元225年或230年左右的1月12日被斩首。

## 來源
- Attwater, Donald and Catherine Rachel John. The Penguin Dictionary of Saints. 3rd edition. New York: Penguin Books, 1993. ISBN 0-14-051312-4.